# 茂原市市民体育館
茂原市市民体育館（もばらししみんたいいくかん）は、千葉県茂原市高師にある屋内体育館である。

## 概要
1982年11月17日にオープン。
2010年のゆめ半島千葉国体開催にあたり、3年計画で老朽化した施設の整備作業が行われた。

## 施設
- メインアリーナ
  - 面積 - 1,829m2
  - 利用可能数 - バレーボール 3面、バスケットボール 2面、テニス 2面、バドミントン 8面など
  - 収容人員 - 720席（2階スタンド固定席）
- トレーニングルーム
- 卓球場
  - 面積 - 369m2
  - 利用可能数 - 7台
- 剣道場
  - 面積 - 370m2
  - 利用可能数 - 2面
- 柔道場
  - 面積 - 401m2
  - 利用可能数 - 2面
- 弓道場
  - 面積 - 77m2、6人立

## 主なイベント
2010年のゆめ半島千葉国体では、バレーボール（成人6人制女子、成人9人制男子）会場として使用された。
茂原アルカス（廃部）のホームゲームとして、VプレミアリーグやVチャレンジリーグの試合が開催されていた。

## アクセス
- 鉄道
  - 茂原駅（JR外房線）または新茂原駅（同）より徒歩約20分。
- 自動車
  - 茂原長柄スマートインターチェンジ（首都圏中央連絡自動車道）より約10分。

### 関連施設
茂原市が設置しているスポーツ施設は次の通り。
- 茂原市市営野球場
- 茂原市市営庭球場